# BU-11
La  BU-11  es la autovía de Acceso Sur a la ciudad de Burgos, conocida como Autovía de Ronda I. Esta autovía se planificó para evitar el paso de los vehículos por el centro de la ciudad para las rutas Madrid - Santander y Madrid - Francia ( Calle Madrid ,  Calle San Pablo ,  Calle Santander ,  Avenida del Cid  y los principios de la  Calle Vitoria  y de la  Avenida del Arlanzón ), funcionando junto con la  Avenida de Cantabria  ( N-623  -  N-627 ) y con el final de la  Calle Vitoria  ( N-1  -  N-120 ) como una especie de ronda de la ciudad. El crecimiento de esta última y la urbanización de los espacios entre Burgos y el antiguo pueblo de Gamonal ha convertido la  Avenida de Cantabria  en una calle más de la ciudad, y la  BU-11  en una autovía de penetración más que de circunvalación. 
Al inaugurarse el primer tramo de la  BU-30  (Ronda Este) entre el  Nudo de Landa  y el peaje de la  AP-1  dejó de necesitarse para el tráfico Madrid - Francia. Al terminarse (en julio de 2008) la Ronda Norte de la  BU-30 , la  BU-11  ha dejado de ser la única vía rápida de acceso a Santander, pudiendo usar la circunvalación  BU-30  y la  A-1  para acceder a las carreteras  N-627  y  N-627  las cuales llegan a Aguilar de Campoo y Santander respectivamente.

La  BU-11  comienza en la  Plaza del Rey , confluencia de las carreteras de Santander por el Puerto del Escudo ( N-623 ) y por Aguilar de Campoo ( N-627 ) y la  Calle Vitoria  (antigua  N-1 ). Termina en el llamado comúnmente  Nudo de Landa , donde confluyen la  A-1  (Madrid - Irún), y la  A-62  (Burgos - Portugal). 
En los años 2007 y 2008 la  BU-11  fue sometida a una reforma global que ha consistido en el refuerzo de las medianas, la limpieza y saneamiento de puentes y elementos de hormigón, nueva iluminación y señalización, y el reasfaltado con asfalto drenante.
La  BU-11  tiene 6 Enlaces, de los cuales 2 son parciales (salidas 2 y 3) y 4 son totales.

## Tramos
| Denominación | Tramo                                         | Kilómetros | Año servicio |
| ------------ | --------------------------------------------- | ---------- | ------------ |
| BU-11        | Nudo de Landa BU-30 A-1 - Plaza del Rey N-627 | 3,6        | 1975         |

## Salidas BU-11
| Número de Salida | Nombre de Salida (ida)         | Nombre de Salida (vuelta)           | Carretera que enlaza                          |
| ---------------- | ------------------------------ | ----------------------------------- | --------------------------------------------- |
|                  |                                | Burgos, Santander, Vitoria, Logroño | N-1 N-120 N-623 N-627                         |
| 1A               | Burgos (Centro)                | Burgos (Centro)                     | N-120 BU-800                                  |
| 1B               | Vitoria Barrio de Cortes       | Vitoria Barrio de Cortes            | A-1 AP-1 BU-30 BU-805 (Penetración de Cortes) |
| 2                | Burgos (Sur) Plaza San Agustín |                                     |                                               |
| 3                | Centro Comercial               | Burgos (Sur)                        | BU-11R Calle de la Ventosa Calle de Madrid    |
| 4AB              | Valladolid, Madrid, Vitoria    |                                     | A-1 A-62 BU-30                                |